# Alexandra Wheeler
Alexandra Wheeler (Saratoga, 9 de setembro de 1995) é  ex-uma voleibolista indoor e atualmente jogadora de voleibol de praia estadunidense, que nas quadras atuou nas posição de levantadora, que conquistou a medalha de ouro no torneio categoria uma estrela de Vaduz do Circuito Mundial de Vôlei de Praia de 2018.

## Carreira
Os primeiros relatos de Allie com o voleibol remontam desde a fase escolar já em 2012 foi eleita atleta do segundo time colegial nacional pela Revista  Volleyball Magazine, menção honrosa colegial nacional pela Associação Americana de Treinadores de Voleibol (AVCA), entrou para o primeiro time da Liga Atlética Católica Ocidental (WCAL-West Catholic Athletic League) quando representava o Archbishop Mitty High School de San Jose, Califórnia, quando atuava como levantadora contribuindo para uma marca de invencibilidade de 38 vitórias, conquistou o vice-campeonato da Federação Interescolástica da Califórnia (CIF-California Interscholastic Federation), conquistando o título estadual da segunda divisão do campeonato CIF e foi a melhor jogadora, entre outras menções honrosas, atuou também Vision Volleyball Club durante sete anos e obteve o vice-campeonato nas Olimpíadas Juvenis, e integrou o programa de Alto Rendimento da USA Volleyball de Praia Sub-19.
Na época que era caloura da Universidade do Sul da Califórnia, isto no ano de 2014 atuou ao lado de Nicolette Martin atingindo a marca geral de 24 vitórias e apenas cinco derrotas, vencendo mais duas com outras parcerias, como Bria Russ e Paige Hines, quando competiu e avançou a fase eliminatória do Rainbow Wahine Spring Challenge, USAV Beach Collegiate Challenge Pac-12 Invitational.No Circuito AVP (Associação de Vôlei Profissional Americana) ou AVP Pro Beach Tour de 2014  jogou com Nicolette Martin na etapa de Salt Lake City  e finalizaram na vigésima primeira posição.
Em 2015 atingiu a marca de 31 vitórias e cinco derrotas, chegando a um recorde de 22 vitórias contra duas derrotas competindo de novo ao lado de Nicolette Martin terminando na quarta posição,  conquistou o título do  USAV Beach Collegiate Challenge Bronze, avançou a fase eliminatória da Queen of the Beach Gold e  a medalha de prata com esta atleta no Pac-12 Invitational, foi um dos destaques  da USC  Stetson e Pepperdine no Campeonato Nacional da AVCA, obteve a qualificação para disputar o torneio principal da AVP (Associação de Vôlei Profissional Americana) ou AVP Pro Beach Tour  da etapa de Seattle e terminou empatadas na décima terceira posição.
Na temporada de 2016 pela USC firmou a parceria com Nicolette Martin atingou a incrível marca de 31 vitórias contra quatro derrotas, e com 36 vitórias contra cinco derrotas ajudaram  a USC a conquistar o primeito título do Campeonato Nacional de Vôlei de Praia de 2016 da NCAA (National Collegiate Athletic Association ).Pelo Circuito da AVP de 2016 competiu novamente Nicolette Martin e alcançaram o décimo sétimo lugar no San Francisco Open e a nona colocação no Manhattan.
No Circuito da AVP de 2016 repetiu a parceria com  Nicolette Martin e terminaram na nona posição no Austin Open, na décima terceira posição em Nova Iorque Open; já com Lara Dykstra terminaram na nona colocação no San Francisco Open, no décimo terceiro posto no Hermosa Beach Open, depois com Bre Moreland finalizou na décima sétima colocação no Manhattan Beach Open e também no Chicago Open.
Na jornada esportiva de 2017 atuou com Corinne Quiggle no Austin Open pelo Circuito da AVP, na ocasião finalizaram na décima sétima colocação, nesta mesma posição terminou ao lado de Nicolette Martin em San Francisco
, ainda terminaram na quinta posição na etapa de Seattle, e a mesma colocação ao lado de Nicole Branagh em Hermosa Beach, o vigésimo nono lugar na etapa de Nova Iorque ao lado de Bre Moreland, ainda conquistou o quinto lugar em Manhattan Beach ao lado de Geena Urango.
No Circuito Mundial de Vôlei de Praia de 2018  voltou a competir com Lara Dykstra e conquistaram a medalha de ouro no torneio categoria uma estrela.

## Títulos e resultados
- Torneio 1* de Vaduz do Circuito Mundial de Vôlei de Praia:2018[19]
- Campeonato Nacional Universitário NCAA de Vôlei de Praia:2016[2]

## Premiações individuais
[carece de fontes?]